# Vajnory
Vajnory (in ungherese Pozsonyszőlős, in tedesco Weinern) è un quartiere, con autonomia a livello di comune, della città di Bratislava, capitale della Slovacchia, facente parte del distretto di Bratislava III.

## Gemellaggi
- Alviano